# Donald Park
Donald Park (ur. 19 lipca 1953 w Caol) – szkocki piłkarz występujący na pozycji pomocnika, a także trener.